# Stanislao Mattei

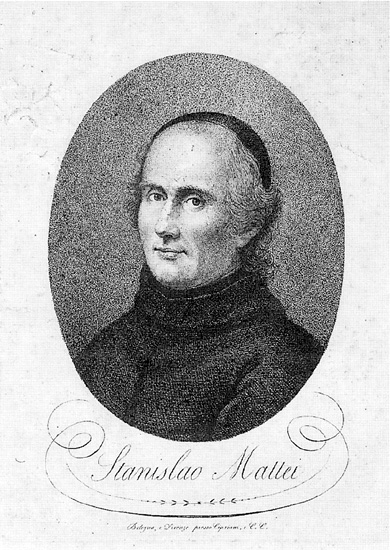
Stanislao Mattei

Padre Stanislao Mattei (* 10. Februar 1750 in Bologna; † 17. Mai 1825 ebenda) war ein italienischer Komponist, Musiktheoretiker und  Musikpädagoge des 18. Jahrhunderts.

## Leben
Stanislao Mattei trat 1765 in den Minoritenorden ein und wurde Schüler von Giovanni Battista Martini. 1776 wurde er offiziell dessen Nachfolger als Kapellmeister an der Basilika San Petronio. 1799 wurde er Mitglied der Accademia Filarmonica, deren Principe er in den Jahren 1803, 1806 und 1818 war. Er war Lehrer am Liceo Musicale di Bologna (heute Conservatorio Giovanni Battista Martini), wo unter anderen Donizetti und Rossini seine Schüler waren. Dem Liceo Musicale vermachte er 1816 seine gesamte Bibliothek. 1824 wurde Mattei als Mitglied in die Académie des beaux-arts, am Institut royal de France aufgenommen.

## Werke
Mattei komponierte zahlreiche Messen und ein umfangreiches Werk an Kirchenmusik (mehr als 300 Werke), sowie Kantaten, Oratorien und Passionsmusiken, zum Teil nach Libretti von Pietro Metastasio, sowie weltliche Arien. Seine 27 zumeist einsätzigen Opern-Sinfonien entstanden zwischen 1786 und 1804. Matteis Schaffen bleibt im Wesentlichen noch unveröffentlicht und unerforscht.
Als Musiktheoretiker verfasste er die Schrift „Pratica d'accompagnamento sopra bassi numerati, e contrapunti a più voci sulla scala ascendente e discendente maggiore e minore, con diverse fughe a 4 e a 8“ von 1788 und eine zweite Auflage bei Schott, Mainz 1826.